# NK-9
Le NK-9 (indice GRAU : 8D517) est un moteur-fusée à ergols liquides développé à partir de mai 1959 et mis au point par la société Kouzntsov. Il était destiné à la fusée intercontinentale GR-1 de l'OGCh (SS-10 selon la classification de l'OTAN). Il s’agissait du premier moteur à oxygène / kérosène au monde à donner une poussée supérieure à 1 KN, réalisé en circuit fermé avec la combustion du gaz générateur dans la chambre de combustion. Une version appelée NK-9V a été développée pour le deuxième étage de cette fusée. Les moteurs de fusée NK-15, NK-19 et NK-21 destinés aux quatre premiers étages du lanceur N-1 ont été créés sur la base de ce moteur. Le NK-33 est une évolution de ce moteur, il devait équiper les fusées N-1 après le troisième vol.

## Moteurs développés à partir du NK-9
- NK-9V version version optimisée pour la haute altitude
- NK-21 pour le 3e étage de N-1
- NK-19 pour le 4e étage de N-1